# Treviglio
Treviglio (lombardul: Treì) település Olaszországban, Lombardia régióban, Bergamo megyében. Lakosainak száma 30 683 fő (2023. január 1.). Treviglio Arcene, Brignano Gera d’Adda, Calvenzano, Caravaggio, Casirate d’Adda, Cassano d’Adda, Castel Rozzone, Fara Gera d’Adda és Pontirolo Nuovo községekkel határos.

## Népesség
A település lakossága az elmúlt években az alábbi módon változott:
| Lakosok száma | 29 743 | 29 815 | 30 683 |
|               | 2017   | 2018   | 2023   |